# Apatania volscorum
Apatania volscorum là một loài Trichoptera trong họ Apataniidae. Chúng phân bố ở miền Cổ bắc.